# Westhaven-Nunatak
Der Westhaven-Nunatak ist ein markanter Nunatak von 2240 m Höhe, der 5 km südlich des Gebirgskamms Turnstile Ridge im nordwestlichen Teil der Britannia Range etwa 450 m hoch aus dem umgebenden Polarplateau aufragt.
Die sogenannte Darwin-Gletscher-Gruppe der Commonwealth Trans-Antarctic Expedition (1955–1958) errichtete auf dem Gipfel des Nunataks im Dezember 1957 eine Vermessungsstation. Die Benennung geht auf seinen Entdecker zurück, Staffelführer John R. Claydon von der Royal New Zealand Air Force, der ihn als westlichsten Felsvorsprung in diesem Teil der Britannia Range identifizierte.